# Nuovomondo
Nuovomondo (Nederlands: Nieuwe wereld) is een Italiaanse film uit 2006 geregisseerd en geschreven door Emanuele Crialese. De hoofdrollen worden vertolkt door Charlotte Gainsbourg en Vincenzo Amato.

## Verhaal
De arme Siciliaanse familie Mancuso verlaat in het begin van de 20ste eeuw Agrigento om naar de Verenigde Staten te emigreren in de hoop op een beter bestaan. Salvatore en zijn familie ontmoeten een nieuwe wereld, die erg verschillend is van de wereld die ze zich hadden ingebeeld.

## Rolverdeling
- Charlotte Gainsbourg - Lucy Reed
- Vincenzo Amato - Salvatore Mancuso
- Aurora Quattrocchi - Fortunata Mancuso
- Francesco Casisa - Angelo Mancuso
- Filippo Pucillo - Pietro Mancuso
- Federica De Cola - Rita D'Agostini
- Isabella Ragonese - Rosa Napolitano
- Vincent Schiavelli - Don Luigi
- Massimo Laguardia - Mangiapane
- Filippo Luna - Don Ercole